# Olyan szépen mosolygott / Oh, Barbarella
A Olyan szépen mosolygott / Oh, Barbarella az Omega Éjszakai országút albumáról kimásolt kislemez 1971-ből.

## Dalok
A: Olyan szépen mosolygott (Presser Gábor – Adamis Anna)
B: Oh, Barbarella (Presser Gábor – Adamis Anna)